# 411vm 23
411vm 23 je triindvajseta številka 411 video revije in je izšla marca 1997.

## Vsebina številke in glasbena podlaga
Glasbena podlaga je navedena v oklepajih.
- Chaos (The Amps - Empty glasses)
- Transitions (Jungle Brothers - Jungle brother (Stereo MC's mix))
- Profiles Rodney Mullen (Dixie Hummingbirds - If anybody asks you)
- Wheels of fortune Danny Supa, Aaron Yeager, Aaron Snyder, Philip Vaughn (Dr Octagon - Blue flowers, Dr Octagon - Moosebumps, Gorgeous - Over and over)
- Rookies Chad Fernandez (Gang Starr - Mass appeal)
- Contests Slam City Jam, Hard Rock Las Vegas Vert (Mephisto Odyssey - Get down (Bass Kittens mix), Luscious Jackson - City song, Scheer - Shea)
- Fine tuning Chet Thomas, Danny Montoya
- Industry Aorties
- Road trip Toy Machine (Pantera - Cowboys from hell)
- Spot check Riverside Skatepark

Glasba v zaslugah je Smut Peddlers - Get of the phone.